# Jules Eugène Vidal
Jules Eugène Vidal (o Jules-Eugène Vidal) ( 1914) fue un botánico francés.
Se especializó en flora de Asia: Camboya, Laos, Vietnam; y junto con su esposa, la bióloga Yvette Vidal exploraron esas áreas tropicales.

## Obra
- jules eugène Vidal. 1997a. Paysages végétaux et plantes de la péninsule indochinoise. Économie et développement. Editor Karthala, 245 pp. ISBN 2865377792

- bouakhaykhone Svengsuksa, jules eugène Vidal, philippe Morat. 1997b. Les dipterocarpacees du Laos: adaptation de "Flore du Cambodge, du Laos, et du Vietnam". Editor Universite Nationale du Laos, 58 pp.

- nguyên tiên Hiêp, jules eugène Vidal. 1996. Gymnospermae: Cycadaceae, Pinaceae, Taxodiaceae, Cupressaceae, Podocarpaceae, Cephalotaxaceae, Taxaceae, Gnetaceae. ISBN 2-85654-202-6

- pauline dy Phon, jules eugène Vidal, hiroyoshi Ōhashi. 1994. Flore du Cambodge, du Laos et du Viêt-Nam. 27. Léguminosae (Fabaceae), Papilionoideae, Desmodieae. Volumen 27 de Flore du Cambodge, du Laos et du Viêtnam. Editor Muséum national d'histoire naturelle, 153 pp. ISBN 2856541992

- hoàng hộ Phạm, boua khay khone Svengsuksa, chi-ming Hu, ph Morat, jules eugène Vidal. 1992. Flore du Cambodge, du Laos et du Viêtnam: (révision de la Flore générale de l'Indochine). Volumen 26 de Flore du Cambodge, du Laos et du Viêtnam. Editores Lab. de phanérogamie (Paris), Muséum national d'histoire naturelle (Paris). 207 pp. ISBN 2856541941

- t. Smitinand, jules eugène Vidal. 1990. Diptrocarpaces. ISBN 2-85654-189-5

- jules eugène Vidal, y. Vidal, pham hoang Ho. 1988. Bibliographie Botanique Indochinoise de 1970 à 1985 : Documents pour la Flore du Cambodge, du Laos et du Vietnam. Museo Nacional de Historia Natural de Francia, Lab. de Fanerógamas, París. Association de Botanique Tropicale . ISBN 2-85654-200-X

- t. Santisuk, jules eugène Vidal. 1985. Bignoniaces. ISBN 2-85654-175-5

- kai Larsen, supee saksuwan Larsen, jules eugène Vidal. 1984. Flora of Thailand: Leguminosae - Caesalpinioideae. Volumen 4, Parte 1. Editor The Forest Herbarium, Royal Forest Department, 129 pp.

- ----------------, ------------------------------------, ----------------------------. 1980. Légumineuses-Césalpinioïdées. Parte 18 de Flore du Cambodge, du Laos et du Viêtnam. Editor Muséum national d'histoire naturelle, 227 pp. ISBN 2856541585

- jules eugène Vidal. 1978. Contribution to the generic delimitation of the tribe Caesalpinieae: paper read at the International Legume Conference, Kew. 5 pp.

- -----------------------------. 1972. Bibliographie botanique indochinoise. Editor Société des imprimeries et librairies indochinoises, 90 pp.

- -----------------------------. 1971. Ethnobotanique indochinoise: aspects, bilan et perspectives. Edición reimpresa. 3 pp.

- -----------------------------. 1970. Rosaceae. 44 pp.

- -----------------------------. g. Martel, s. Lewitz. 1969. Notes ethnobotaniques sur quelques plantes en usage au Cambodge

- -----------------------------. 1967. Notes ethnobotaniques abrégées sur quelques plantes du Cambodge. Editor Muséum national d'histoire naturelle, 46 pp.

- -----------------------------. 1963. Les Plantes utiles du Laos: Cryptogames, gymnospermes, Monocotylédones. Volúmenes 6-10 y volúmenes 1959-1963 de Journal d'agriculture tropicale et de botanique appliquée. Editor Muséum national d'histoire naturelle, 139 pp.

- -----------------------------. 1960. La végétation du Laos: Groupements végétaux et flore. Vol. 1 de Travaux du Laboratoire Forestier de Toulouse. Tomo 5, sección 1. Editor Le Artisans de l'Imprimerie Douladoure, 11 pp.

- -----------------------------. 1959. Noms vernaculaires de plantes (Lao, Mèo, Kha) en usage au Laos. Editor École Française d'Extrême-Orient, 173 pp.

## Honores

### Eponimia
- (Arecaceae) Rhapis vidalii Aver., T.H.Nguyên & P.K.Lôc[3]
- La abreviatura «J.E.Vidal» se emplea para indicar a Jules Eugène Vidal como autoridad en la descripción y clasificación científica de los vegetales.[4]